# Dagus mathisi
Dagus mathisi är en tvåvingeart som beskrevs av Bill P.Stark 1993. Dagus mathisi ingår i släktet Dagus och familjen vattenflugor.
Artens utbredningsområde är Dominikanska republiken. Inga underarter finns listade i Catalogue of Life.